# صفقة الأسلحة التشيكية الإسرائيلية

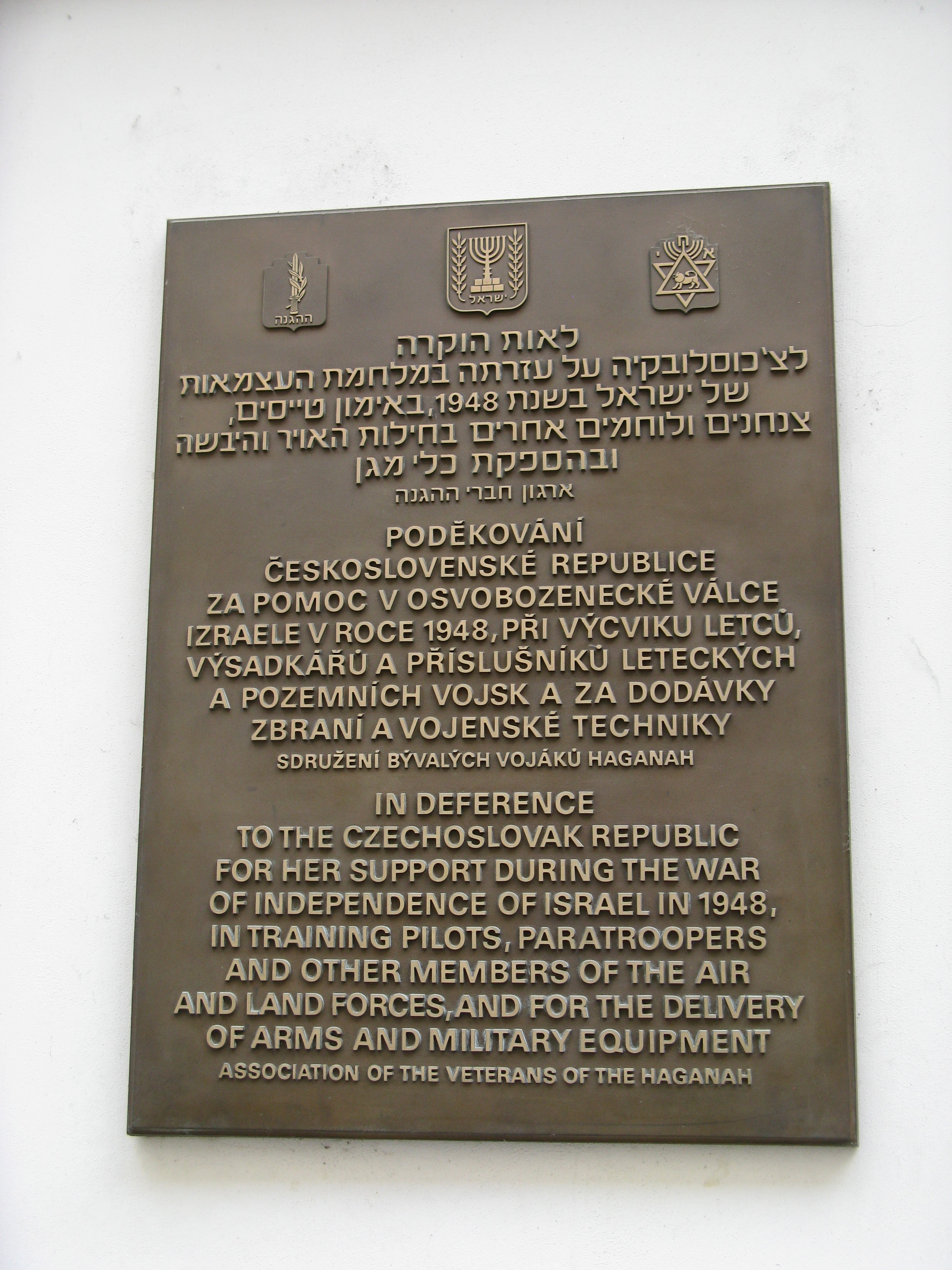
لوحة في في يوزيفوف، براغ عن المساعدات المقدمة من تشيكوسلوفاكيا إلى إسرائيل

أبرمت الوكالة اليهودية (الحكومة الإسرائيلية فيما بعد) التي كانت تسعى للحصول على أسلحة لعملية بالاك، عدة عمليات شراء للأسلحة في تشيكوسلوفاكيا في الفترة ما بين يونيو 1947 و31 أكتوبر 1949، بعضها يعود لأسلحة الجيش الألماني السابقة التي استولى عليها الجيش التشيكوسلوفاكي على أراضيه الوطنية، أو أسلحة ألمانية حديثة الإنتاج وتشيكوسلوفاكية الصناعة بعد الحرب. لإتمام هذه الصفقة، نسق قسم خاص لهذا الغرض يتبع (الشركة التشيكوسلوفاكية للصناعات المعدنية والهندسية المؤسسة الوطنية) أنشطة بيع مصانع الأسلحة التشيكوسلوفاكية، والذي سُمى سكرتارية د، برئاسة الجنرال المتقاعد يان هيرمان.
برهنت عمليات تسليم الأسلحة التشيكوسلوفاكية أهميتها في تأسيس إسرائيل.

## عقود الأسلحة والتسليمات
وُقع العقد الأول في 14 يناير 1948 من قبل يان ماساريك وزير الخارجية التشيكي. لم تلعب الأيديولوجية أي دور في هذه المعاملات الأولية. بل كانت تجارية بحتة. تضمن هذا العقد 200 مدفع رشاش إم جي-34 و4,500 بندقية بي-18 و50,400,000 طلقة ذخيرة.
اشترت سوريا من تشيكوسلوفاكيا كمية من الأسلحة لجيش الإنقاذ لكن الشحنة وصلت إلى إسرائيل بسبب تدخل الهاغاناه.

### التسليمات
«هبطت أول شحنة من الأسلحة، والتي احتوت على 200 بندقية و40 رشاشاً من طراز إم جي-34 وذخيرة، سراً في ليلة الحادي والثلاثين من مارس والأول من أبريل في مطار مؤقت في بيت دراس عبر طائرة شحن أميركية مستأجرة من طراز سكاي ماستر. أما الشحنة الثانية الأكبر حجماً، والتي كانت مخبئة أسفل البصل والبطاطس ـ المؤلفة من 450 بندقية و200 رشاش وذخيرة ـ فقد وصلت إلى ميناء تل أبيب على متن السفينة نورا في الثاني من أبريل. (وقد وصلت شحنة ثالثة تتألف من 10,000 بندقية و1,415 رشاشاً وذخيرة إلى اليشوف عن طريق البحر في الثامن والعشرين من أبريل). وفي النهاية، أصبح لدى قيادة الهاغاناه مخزون من آلاف الأسلحة التي كان بوسعها توزيعها بحرية. ولقد ثبت أن الشحنتان حاسمتان. ومما لا شك فيه أن أياً من الشحنات التي وصلت إلى اليشوف بعد ذلك لم يكن لها تأثير فوري أو أهمية تاريخية أعظم من تأثير هاتين الشحنتين.»
إجمالي عمليات التسليم (المؤكدة حتى أكتوبر 1948)
أسلحة المشاة
- 34,500 بندقية بي-18
- 5,515 مدفع رشاش إم جي-34 مع 10,000 شريط ذخيرة
- 10,000 حربة في زد.24
- 900 مدفع رشاش ثقيل في زد.37 [الإنجليزية]
- 500 مسدس في زد.27 [الإنجليزية]
- 12 مدفع رشاش زد كيه-383 [الإنجليزية]
- 10 بندقية نصف آلية زد كيه 420
- 500 في زد 26 [الإنجليزية] مدفع رشاش خفيف (شُحنوا ولكن لم يؤكد التسليم في المصادر التشيكية)

ذخيرة المشاة
- 91,500,000 طلقة ماوزر عيار 7.92×57 مم
- 15,000,000 طلقة بارابيلوم عيار 9 مم
- 375,000 طلقة عيار 13 مم للرشاش إم جي 131 [الإنجليزية]
- 150,000 طلقة عيار 20 مم للرشاش إم جي 151
- 375,000 طلقة عيار 7.65 مم للمسدس في زد. 27

### الطائرات

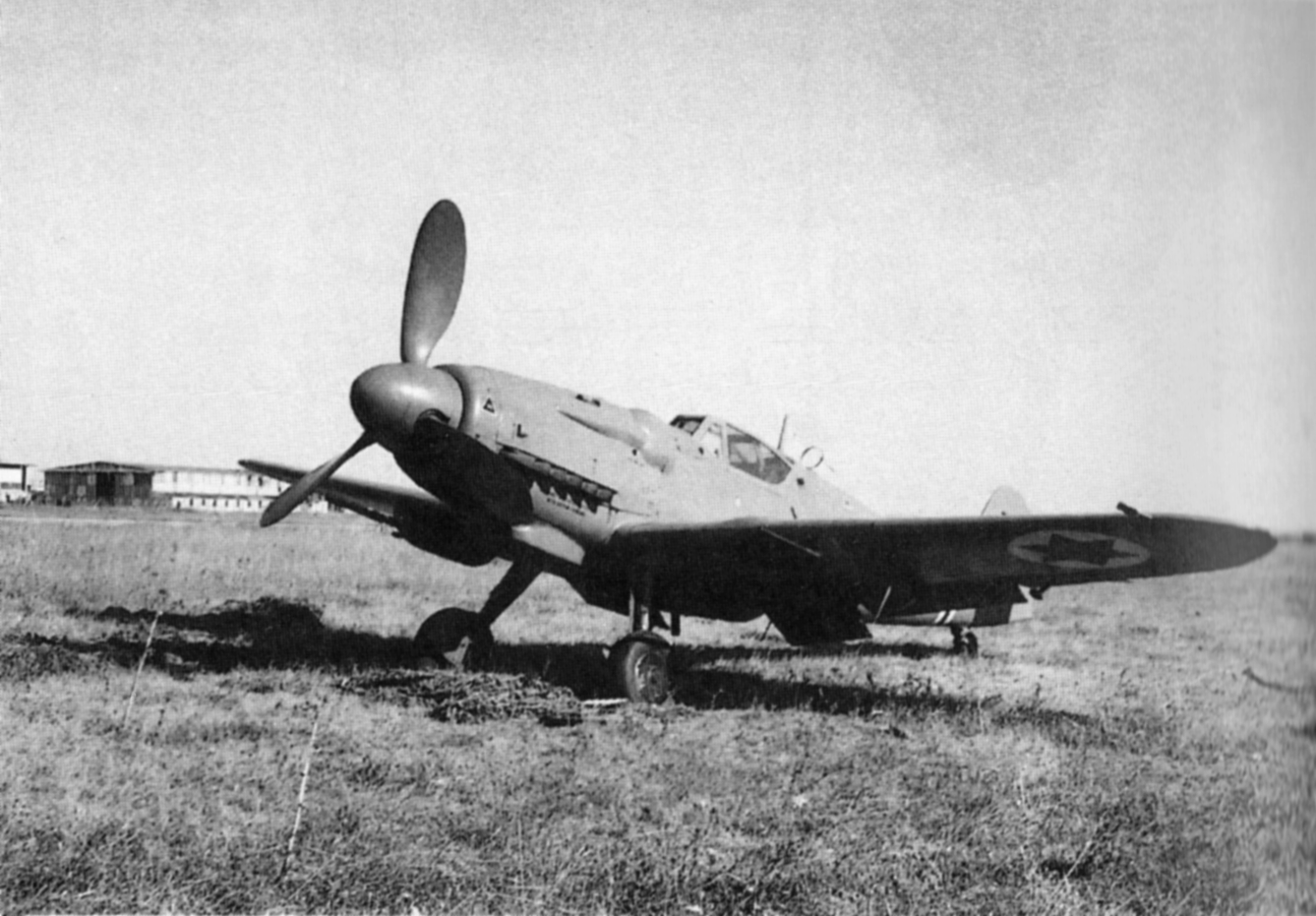
طائرة أفيا إس-199 إسرائيلية، 1948

- 25 طائرة مقاتلة من طراز أفيا إس-199
- 61 طائرة مقاتلة من طراز سوبرمارين سبتفاير إم كيه 9

بدأ تسليم الطائرات في 20 مايو 1948، من مطار في التشيك بالقرب من بلدة زاتيك وقد سقطت بعض الطائرات في طريقها إلى إسرائيل. في حين فُككت بعض مقاتلات أفيا ونُقلت إلى إسرائيل عبر طائرات نقل.
لم تنتهي بعض عمليات التسليم إلا بعد توقف الأعمال العدائية. وصلت 18 طائرة سبتفاير فقط إلى إسرائيل قبل نهاية الحرب عن طريق رحلة مباشرة من تشيكوسلوفاكيا خلال عملية فيلفيتتا [الإنجليزية]، بما في ذلك 6 في سبتمبر و12 في ديسمبر 1948، وخلالهما توقفت الطائرات للتزود بالوقود في يوغوسلافيا. خلال الجولة الثانية، أُعيد طلاء طائرات سبتفاير بعلامات القوات الجوية اليوغوسلافية [الإنجليزية] للرحلة من كونوفيتشي إلى نيكشيتش. شُحن باقي الطائرات في صناديق، وأُعلنت رسمياً أنها خردة حديدية، إلى جانب 12 محركاً من طراز مرلين 66، واستمرت عمليات التسليم حتى نهاية أبريل 1950.

## تعاون دفاعي آخر
كما دربت تشيكوسلوفاكيا 81 طياراً و69 متخصصاً من الطاقم الأرضي، وشكل بعضهم لاحقاً أول وحدة مقاتلة في القوات الجوية الإسرائيلية، كذلك دربت مجموعة من المتطوعين اليهود بحجم لواء تقريباً (حوالي 1,300 رجل وامرأة) من 20 أغسطس حتى 4 نوفمبر 1948 على الأراضي التشيكوسلوفاكية. كان الاسم الرمزي للقوات المسلحة التشيكوسلوفاكية للتدريب (غالباً) هو «س إ/DI» اختصاراً لـ«Důvěrné Israel» والذي يعني حرفياً بالتشيكية «سري، إسرائيل»). ومع ذلك، لم تشارك مجموعة لواء الميكانيكية من المتطوعين اليهود المدربين في تشيكوسلوفاكيا في حرب 1948.